# Libnotes undulata
Libnotes undulata är en tvåvingeart som beskrevs av Matsumura 1916. Libnotes undulata ingår i släktet Libnotes och familjen småharkrankar. Inga underarter finns listade i Catalogue of Life.